# Mathilde Müller
Mathilde Müller (* 7. Juni 1837 in Magdeburg) war eine deutsche Schriftstellerin, die auch unter dem Pseudonym Peter Rümly publizierte.

## Leben
Sie war die Tochter des Lederfabrikanten Leopold Jaenecke und erhielt im Hause ihrer Eltern eine Ausbildung, die sie auf das praktische Leben als Hausfrau und Mutter vorbereitete. 1855 heiratete sie den Lederfabrikanten Müller in Wolmirstedt. Nachdem ihr Mann gestorben war, zog sie 1870 nach Magdeburg, von wo aus sie Reisen nach London, Paris und Italien machte. Sie war Mitglied des Deutschen Schriftstellerbundes in Eisenach. Seit 1890 lebte sie in Berlin.

## Werke
- Die Schüssel und der Topf. Novelle. Müller, Zeitz 1889.
- Der Sohn des Hauses. Müller, Zeitz 1890.
- Die Töchter des Justizrats. Eine Familiengeschichte aus den Kriegsjahren 1870/71. Heitmann, Leipzig 1893.
- Mißverständnisse. 1895.[1]
- Die Waisenknaben. Erzählung. Frantz, Berlin 1896.
- Die Freunde. Erzählungen aus Ostafrika. Frantz, Berlin 1897.
- Bellina. Erzählung aus San Marino. Frantz, Berlin 1898.
- Leidenschaft. 1898.[1]
- Die Nonnenmühle. Roman. Pierson, Dresden/Leipzig 1902.
- Die schweren Jahre Preußens. Erzählung. Pierson, Dresden/Leipzig 1903.